# Westerdam
Westerdam — нидерландское (по стране регистрации) круизное судно, построенное в 2004 году. Оно рассчитано на 1964 пассажиров, имеет длину — 285,3 метра, ширину — 32,2 метра, максимальную скорость — 24 узла. Экипаж составляет 800 человек. Основная тема коллекции произведений искусств на лайнере — это нидерландское наследие в Новом мире.

## История
Судно было построено итальянской судостроительной компанией Fincantieri, относится к классу крузиных судов Vista, эксплуатируется американской компанией Holland America Line. Это третье в истории этой компании судно, носящее название Westerdam

### Вирус COVID-19
Судно вышло в круизный рейс 1 февраля 2020 года из Гонконга, имея на борту 2257 пассажиров и членов экипажа, и рассчитывая завершить его 15 февраля в Иокагаме. Но власти Японии запретили заход в этот порт из-за подозрения наличия на борту пассажиров, заражённых вирусом COVID-19. Затем был запрещен заход этого судна в порты Гуама, Манилы(Филиппины), таиландский порт Лаем Чабанг
Лайнер провел в море две недели, так как не мог нигде пришвартоваться. При этом оператор судна (компания Holland America Line) утверждал, что люди на борту неоднократно проходили медосмотры во время плавания, и никто из них не болеет. Наконец, 13 февраля судно приняла Камбоджа (порт Сиануквиль) при условии, что пассажиры пройдут врачебный контроль. 1455 пассажиров прошли проверку, у всех тест на коронавирус дал отрицательный результат. Однако уже после того, как пассажиры убыли из Камбоджи чартерными авиарейсами, стало известно, что у одной пассажирки из США в Малайзии (через которую американка возвращалась домой) было подтверждено заражение коронавирусом, и повторный тест подтвердил этот результат. После этого медики призвали срочно найти и поместить в карантин всех пассажиров судна. Но оператор судна, а также власти Камбоджи, настаивали на том, что при тестировании в Малайзии была допущена ошибка, так как тестирование женщины в Камбодже давало отрицательный результат.